# Szakai Szaburó

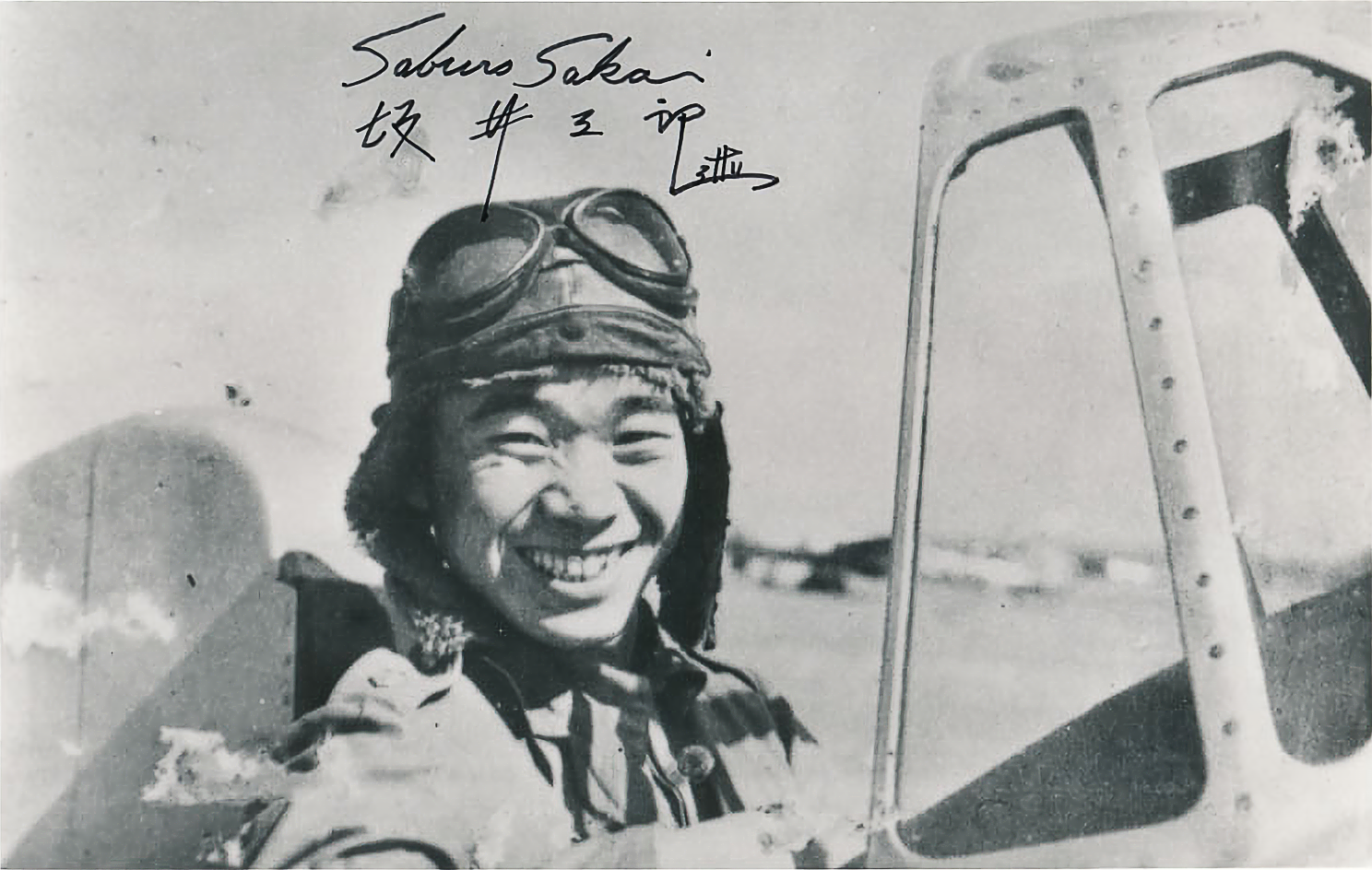
Szakai fényképe

Szakai Szaburó (坂井 三郎 Sakai Saburō () Szaga, 1916. augusztus 16. – Acugi, Kanagava prefektúra, 2000. szeptember 22. japán katona, nyomdász, aki a második világháború legsikeresebb japán vadászpilótáinak egyike volt. 64 légi győzelmével a második legsikeresebb japán volt, aki túlélte a háborút.

## Fiatalsága és a háború előtti évei
Szakai Szaburó 1916 augusztus 16-án született, Japánban. 11 éves volt amikor az apja meghalt. 1933-ban lépett be a Japán Haditengerészetbe. Eleinte a Kirisima csatahajón szolgált. 1936-ban lépett be a haditengerészeti légierőhöz. A rákövetkező évben fejeződött be a kiképzése.

## A kínai-japán háborúban való részvétele és eredményei
1938-ban vezényelték Kínába. Kezdetben A5M vadászgépen repült. Első légigyőzelmét 1939-ben aratta. 1940-ben új A6M Zero vadászt kapott. Második győzelmét is Kínában aratta, majd 1941 decemberében, miután kitört a csendes-óceáni háború a Fülöp-szigeteki amerikai erők ellen küldték harcba.

## A Csendes-óceáni háborúban való részvétele
Szakai Szaburó 1941 decemberében a Fülöp-szigetek elleni vezényelt támadókötelékek egyikéhez került. December 8-án lelőtt egy P-40 amerikai vadászgépet. December 10-én lőtte le az első B-17-est amit az amerikaiak elvesztettek a háborúban. Februárban részt vett a Holland Kelet-India elleni támadásokban. Áprilisban Új-Guineába vezényelték. Május 17-én két pilótatársával, Nisizava Hirojosival és Óta Tosióval légi akrobataműsort adtak egy ellenséges repülőtér felett. Ez az eset jól szemléltette a japánok légi fölényét. Szakai Szaburó légi győzelmeinek legtöbbjét Új-Guineában szerezte. Augusztusban a guadalcanali amerikai repteret, Henderson Fieldet támadták. Ugyanezen hónapban egy Douglas SBD Dountless faroklövésze eltalálta Szakai gépét és kilőtte az egyik szemét. A japánnak sikerült gépét elvezetnie a több mint 900 kilométerre lévő támaszpontig, majd leszállnia vele. Ezután visszaszállították Japánba, orvosi kezelésre. Miután felépült, vadászpilóták kiképzésében vett részt. 1944-ben ismét részt vett pár éles bevetésen, ám újabb légi győzelmet nem aratott. 1945-ben hadnaggyá léptették elő.

## Élete a háború után
A háború után leszerelt a hadseregtől. Buddhista vallású lett. Később egy nyomda tulajdonosaként dolgozott. Többször is elutazott az Egyesült Államokba. Itt találkozott azzal a lövésszel, Harold L. Jonesszal, aki annak idején kilőtte a fél szemét. 2000-ben halt meg.